# Abstração (matemática)
Em matemática, abstração é o processo de extrair a essência fundamental de um conceito matemático, removendo qualquer dependência do mundo real os objetos com os quais se pode originalmente ter estado ligado, e generalizando para que ele tenha mais aplicações ou correspondências entre outras descrições abstratas de equivalente fenômenos. Duas das mais abstratas áreas da matemática moderna são teoria das categorias e teoria dos modelos.

## Descrição
Muitas áreas da matemática começaram a estudar problemas do mundo real antes das regras fundamentais e conceitos fossem identificadas e definidas como estruturas abstratas. Por exemplo, a geometria tem suas origens no cálculo de distâncias e áreas no mundo real; a álgebra começou com métodos de solução de problemas de aritmética.
A abstração é um processo contínuo na matemática e o desenvolvimento histórico de muitos tópicos matemáticos apresenta uma progressão do concreto para o abstrato. Tomando o desenvolvimento histórico da geometria como um exemplo; os primeiros passos na abstração desse campo foram feitos pelos antigos Gregos, com  Os Elementos de Euclides sendo a primeira documentação existente dos axiomas da geometria plana — apesar de Proclus contar a história de uma axiomatização por Hipócrates de Quios. No século XVII Descartes introduziu as coordenadas cartesianas, o que permitiu o desenvolvimento da geometria analítica. Novos passos na abstração foram tomados por Lobachevsky, Bolyai, Riemann e Gauss, que generalizaram os conceitos de geometria para desenvolver geometrias não Euclidianas. Mais tarde, no século XIX, os matemáticos de geometria generalizada foram mais além, desenvolvendo áreas como a geometria em n dimensões, geometria projetiva, geometria afim e geometria finita. Finalmente, o "programa de Erlangen" de Felix Klein identificou o tema fundamental de todas as geometrias, definindo cada uma delas como o estudo de propriedades invariantes sob um determinado grupo de simetrias. Este nível de abstração revelou conexões entre a geometria e a álgebra abstrata.
As vantagens de abstração são:
- Ela revela as profundas conexões entre diferentes áreas da matemática;
- Resultados conhecidos em uma área podem sugerir conjecturas em uma área relacionada;
- Técnicas e métodos de uma área podem ser aplicados para provar resultados em uma área relacionada.

Uma desvantagem da abstração é que conceitos altamente abstratos podem ser difíceis de aprender. Um grau de maturidade matemática e experiência pode ser necessária para a assimilação conceitual de abstrações. Um dos princípios fundamentais a abordagem Montessori da educação matemática é incentivar as crianças a mover-se a partir de exemplos concretos para o pensamento abstrato.
Bertrand Russell, em The Scientific Outlook (A Perspectiva Científica) de 1931, escreve que "a linguagem comum é totalmente inadequada para expressar o que a física realmente afirma, uma vez que as palavras da vida cotidiana não são suficientemente abstratas. Só matemática e lógica matemática podem dizer um pouco do que o físico quer dizer."

## Leitura complementar
- Bajnok, Béla. An Invitation to Abstract Mathematics. [S.l.: s.n.] ISBN 978-1-4614-6635-2